# Bill Stone
William Frederick (Bill) Stone (Ledstone (Devon, 23 september 1900 – Winnersh, 10 januari 2009) was een van de laatste Eerste Wereldoorlogveteranen. Hij was tevens samen met Claude Choules een van de twee laatste veteranen die in beide wereldoorlogen hebben gediend.

## Tijdens de Eerste en Tweede Wereldoorlog
Bill Stone werd geboren in Ledstone. Hij had in totaal 13 broertjes en zusjes. In 1918 ging hij bij de Royal Navy, maar de oorlog eindigde voordat zijn training was voltooid.
Tijdens de Tweede Wereldoorlog was hij ooggetuige van de evacuatie van Duinkerke en werd hij twee keer getorpedeerd. Toen die oorlog afgelopen was, stopte hij met z'n militaire loopbaan.

## Na de Tweede Wereldoorlog
Nadat hij zijn heup gebroken had in 2006, verhuisde hij naar een verpleegtehuis in Winnersh. Op 11 november 2008 nam hij deel aan een ceremonie in Londen die het 90-jarig jubileum van het staakt-het-vuren markeerde. Hier waren ook Harry Patch en Henry Allingham bij aanwezig. Alle drie legden ze toen een krans neer aan de Cenotaaf. Een paar maanden later stierf hij onverwachts op 108-jarige leeftijd, want hij was nog ijzersterk van gezondheid.

## Medailles
- 1914-1918 British War Medal
- 1914-1920 Victory Medal
- 1939-1945 Star
- Atlantic Star
- Africa Star
- Italy Star
- 1939-1945 Defence Medal
- War Medal 1939-1945 (met eikenblad)
- Naval Long Service and Good Conduct Medal
- Malta memorial medal
- Sovjet medaille voor het 40-jarig jubileum van de Tweede Wereldoorlog
- Dunkirk medal
- Sovjet medaille voor het 50-jarig jubileum van de Tweede Wereldoorlog

## Bemande schepen
- HMS Tiger slagkruiser – 1919-1922
- HMS Hood slagkruiser – 1922-1924
- HMS Chrysanthemum sloep – 1925-1927
- HMS P40 duikboot jager – 1928-1929
- HMS Eagle vliegdekschip – 1929-1931
- HMS Harebell Sloep – 1931-1933
- HMS Thanet torpedobootjager – 1933-1934
- HMS Tenedos torpedobootjager – 1933-1934
- HMS Carlisle lichte kruiser – 1934-1937
- HMS Salamander mijnveger – 1937-1941
- HMS Newfoundland lichte kruiser – 1941-1944